# Tramwaje w Koszalinie
Tramwaje w Koszalinie – system komunikacji tramwajowej działający w Koszalinie w latach 1911–1938.
System łączył w sobie cechy tramwaju i kolejki podmiejskiej – łączył Koszalin z nadmorskim Mielnem, a fragment trasy był wykorzystywany jednocześnie przez kolej.
W Koszalinie istniały trzy linie tramwajowe. Pierwszą linię, o długości 3,5 km, uruchomiono 21 grudnia 1911 roku. Impulsami do powstania komunikacji była powszechna elektryfikacja miasta oraz zaplanowana na 1912 rok wystawa przemysłowo-rzemieślnicza. Linia ta biegła od dworca kolejowego, przez centrum miasta, do końca obecnej ulicy Piłsudskiego do podnóża Góry Chełmskiej; bieg kończyła obok obecnego szpitala miejskiego. W latach 1922–1924 w związku z kryzysem gospodarczym zawieszono kursowanie tramwajów. Druga linia powstała w 1925 roku i biegła obecną ulicą Zwycięstwa do Rokosowa (nowy odcinek miał długość 2,8 km). Obie te linie zlikwidowano 1 lutego 1937 roku. Trzecia linia kursowanie rozpoczęła 1 lipca 1913 roku po bankructwie (uruchomionej w 1905) lokalnej kolejki kursującej z Unieścia do Koszalina. Połączenie tramwajowe (zwane „kolejką plażową”) wykorzystywało istniejącą infrastrukturę dawnej kolejki. Linia ta jako ostatnia zamknięta została 30 września 1938.